# پشمی (بندرعباس)
پشمی (بندرعباس)، روستایی از توابع بخش تخت شهرستان بندرعباس در استان هرمزگان ایران است.

## جمعیت
این روستا در دهستان تخت قرار دارد و براساس سرشماری مرکز آمار ایران در سال ۱۳۸۵، جمعیت آن زیر سه خانوار بوده‌است.